# Culicoides nigripes
Culicoides nigripes är en tvåvingeart som beskrevs av Wirth och Hubert 1989. Culicoides nigripes ingår i släktet Culicoides och familjen svidknott.
Artens utbredningsområde är Thailand. Inga underarter finns listade i Catalogue of Life.